# 신체의 자유
신체의 자유(身體의自由, 영어: personal liberty)란 법률에 의하지 아니하고는 신체적 구속을 받지 아니하는 자유를 말한다. 인신의 자유라고도 부른다.

## 대한민국 헌법
모든 국민은 신체의 자유를 가진다. 누구든지 법률에 의하지 아니하고는 체포·구금·수색·압수·심문을 받지 아니하며 법률과 적법한 절차에 의하지 아니하고는 처벌·보안 처분(保安處分) 또는 강제 노역(强制勞役)을 받지 아니한다(12조 1항).
이것은 근대 형법의 원리인 죄형 법정주의(罪刑法定主義)를 선언한 것으로 그 파생 원칙으로 모든 국민은 행위 시의 법률에 의하여 범죄를 구성하지 아니하는 행위로 소추(訴追)되지 아니하고 동일한 범죄에 대해서 거듭 처벌받지 아니하며(13조 1항) 소급 입법(遡及立法)에 의하여 참정권의 제한 또는 재산권의 박탈을 받지 아니한다(동조 2항).
현행 헌법은 나아가 “모든 국민은 자기의 행위가 아닌 친족의 행위로 인하여 불이익한 처우를 받지 아니한다(동조 3항).”라고 하여 연좌제의 금지를 규정하고 있다. 또 고문은 금지되고 묵비권이 인정되며(12조 2항), 체포·구속·수색·압수에는 원칙적으로 사전에 법관의 영장이 있어야 한다(12조 3항). 따라서 국가의 수사 기관이 이에 위반하여 불법하게 인신의 자유를 침해한 때에는 불법 행위 내지는 범죄가 성립되어 국가 또는 행위자 본인에게 손해 배상의 책임이 발생한다(29조). 그 밖에도 현행 헌법은 제27조 4항에서 “형사 피고인은 유죄의 판결이 확정될 때까지는 무죄로 추정된다.”라고 하여 무죄 추정의 원칙을 규정하고 있다. 그리고 누구든지 체포·구속을 받은 때에는 법률이 정하는 바에 의하여 그 적부(適否)의 심사를 법원에 청구할 권리(12조 6항)가 있고, 즉시 변호인의 조력을 받을 권리를 가진다. 다만 법률이 정하는 경우에 형사 피고인(刑事被告人)이 스스로 변호인을 구할 수 없을 때에는 국가가 변호인을 붙인다(12조 4항). 그 외에 형사 피고인은 상당한 이유가 없는 한 지체 없이 공개 재판을 받을 권리가 있으며(27조 3항), 형사 피의자 또는 형사 피고인으로서 구금되었던 자가 법률이 정하는 불기소 처분을 받거나 무죄 판결을 받은 때에는 형사 보상을 청구할 수 있다(28조).

### 판례
- 금치처분을 받은 수형자에 대한 절대적인 운동의 금지는 징벌의 목적을 고려하더라도 그 수단과 방법에 있어서 필요한 최소한도의 범위를 벗어난 것으로서, 수형자의 인간의 존엄과 가치 및 신체의 안전성이 훼손당하지 아니할 자유를 포함하는 신체의 자유를 침해한다.[1]
- 사생활의 비밀과 자유에 관한 헌법규정은 오늘날 고도로 정보화된 현대사회에서 자신에 대한 정보를 자율적으로 통제할 수 있는 적극적인 권리까지 보장하려는 데 그 취지가 있다.[2]
- 신체의 자유는 신체의 안정성이 외부의 물리적인 힘이나 정신적인 위험으로부터 침해당하지 아니할 자유와 신체활동을 임의적이고 자율적으로 할 수 있는 자유이다.[3]
- 징계란 공무원의 의무위반이나 비행이 있는 경우에 공무원조직의 질서유지를 위해 임용권자에 의해 부과되는 제재로서 기본적으로 공무원의 신분적 이익의 전부 또는 일부를 박탈함을 그 내용으로 하므로, 징계로서 신체의 자유를 직접적이고 전면적으로 박탈하는 구금을 행하는 것은 원칙적으로 허용되어서는 아니 된다.[4]
- 신체의 자유는 그에 대한 제한이 형사절차에서 가해졌든 행정절차에서 가해졌든 간에 보장되어야 하는 자연권적 속성의 기본권이므로, 신체의 자유가 제한된 절차가 형사절차인지 아닌지는 신체의 자유의 보장 범위와 방법을 정함에 있어 부차적인 요소에 불과하다.[5]
- 디엔에이감식시료 채취의 구체적인 방법은 구강점막 또는 모근을 포함한 모발을 채취하는 방법으로 하고, 위 방법들에 의한 채취가 불가능하거나 현저히 곤란한 경우에는 분비물, 체액을 채취하는 방법으로 한다(디엔에이법 시행령 제8조 제1항). 그러므로 디엔에이감식시료의 채취행위는 신체의 안정성을 해한다고 볼 수 있으므로 이 사건 채취 조항은 신체의 자유를 제한한다[6]
- 청구인이 이 사건 심판청구를 제기한 후 청구인이 제기한 난민불인정처분 취소소송에서 취소판결이 확정되어 청구인에 대한 보호가 해제되었으므로, 보호명령의 취소를 구하는 당해사건은 소의 이익이 없어 부적법하게 되었다. 따라서 이미 확정된 당해사건에 대한 재심이 개시된다고 하더라도 심판대상조항의 위헌 여부에 따라 재판의 주문이나 재판의 내용과 효력에 관한 법률적 의미가 달라지 아니하므로, 이 사건 심판청구는 재판의 전제성 요건을 갖추지 못하여 부적법하다[7].

- 심판대상조항은 체포영장을 발부받아 피의자를 체포하는 경우에 필요한 때에는 영장 없이 타인의 주거 등 내에서 피의자 수사를 할 수 있다고 규정함으로써, 앞서 본 바와 같이 별도로 영장을 발부받기 어려운 긴급한 사정이 있는지 여부를 구별하지 아니하고 피의자가 소재할 개연성만 소명되면 영장 없이 타인의 주거 등을 수색할 수 있도록 허용하고 있다. 이는 체포영장이 발부된 피의자가 타인의 주거 등에 소재할 개연성은 소명되나, 수색에 앞서 영장을 발부받기 어려운 긴급한 사정이 인정되지 않는 경우에도 영장 없이 피의자 수색을 할 수 있다는 것이므로, 헌법 제16조의 영장주의 예외 요건을 벗어나는 것으로서 영장주의에 위반된다[8].
- 헌법 제12조 제4항 본문의 문언 및 헌법 제12조의 조문 체계, 변호인 조력권의 속성, 헌법이 신체의 자유를 보장하는 취지를 종합하여 보면 헌법 제12조 제4항 본문에 규정된 “구속”은 사법절차에서 이루어진 구속뿐 아니라, 행정절차에서 이루어진 구속까지 포함하는 개념이다. 따라서 헌법 제12조 제4항 본문에 규정된 변호인의 조력을 받을 권리는 행정절차에서 구속을 당한 사람에게도 즉시 보장된다[9].
- 이 사건 후방착석요구행위는 변호인인 청구인의 피의자신문참여권을 과도하게 제한한다. 그런데 이 사건에서 변호인의 수사방해나 수사기밀의 유출에 대한 우려가 없고, 조사실의 장소적 제약 등과 같이 이 사건 후방착석요구행위를 정당화할 그 외의 특별한 사정도 없으므로, 이 사건 후방착석요구행위는 침해의 최소성 요건을 충족하지 못한다. 이 사건 후방착석요구행위로 얻어질 공익보다는 변호인의 피의자신문참여권 제한에 따른 불이익의 정도가 크므로, 법익의 균형성 요건도 충족하지 못한다. 따라서 이 사건 후방착석요구행위는 변호인인 청구인의 변호권을 침해한다[10].

## 세계인권선언
세계인권선언 제3조에는 "Everyone has the right to life, liberty and the security of person."으로 규정되어 있는데, 여기서 liberty를 신체의 자유로 번역하기도 한다.

## 같이 보기
- 사상의 자유
- 양심의 자유
- 언론의 자유
- 종교의 자유
- 집회와 결사의 자유
- 표현의 자유
- 차별금지법
- 헤비어스코퍼스
- 마그나카르타
- 대한민국 헌법 제12조